# The Tourists
The Tourists var en brittisk new wave-grupp bildad år 1976, då under namnet The Catch. Medlemmar i gruppen var David A. Stewart, Annie Lennox, Peet Coombes, Eddie Chinn, och Jim Toomey. 
Efter att gruppen brutit upp 1980 bildade Stewart och Lennox Eurythmics.

## Bandmedlemmar
- Peet Coombes – sång, gitarr
- David A. Stewart – gitarr
- Annie Lennox – sång, keyboard
- Eddie Chin – basgitarr
- Jim Toomey – trummor

## Diskografi
Studioalbum
- Tourists (1979)
- Reality Effect (1980)
- Luminous Basement (1980)

Samlingsalbum
- Should Have Been Greatest Hits (1984)
- Greatest Hits (1997)

Singlar
- "Blind Among the Flowers" (UK #52) (1979)
- "The Loneliest Man in the World" (UK #32) (1979)
- "I Only Want to Be with You" (UK #4) (1979)
- "So Good to Be Back Home Again" (UK #8) (1980)
- "Don't Say I Told You So" (UK #40) (1980)
- "From the Middle Room" (1980)